# 徐世烺
徐世烺（？—），男，中国结构工程专家，浙江大学教授，教育部第三批“长江学者”特聘教授、享受国务院政府特殊津贴专家。主要从事混凝土微纳结构与微纳米技术、新型材料与新材料结构、水工结构与大坝安全性分析等领域的研究工作。

## 生平
1982年硕士毕业在大连工学院（今大连理工大学）留校任教，1988年获同校博士学位，1995年晋升大连理工大学教授；
20世纪末在英国、德国等地任访问教授或博士后研究员；
2009年调任浙江大学建筑工程学院院长；
2010年创建了浙江大学高性能建筑结构与材料研究所并担任首任所长，2009至2014年任浙江大学建筑工程学院院长。

## 社会兼职
担任中国复合材料学会等理事。

## 学术贡献
先后主持或负责中国国家863、973项目等多个项目。发表论文数百篇，出版多本著作，获得数十项发明专利。

## 奖项和荣誉
获得教育部自然科学奖一等奖等多项奖项。